# Megalomyrmex milenae
Megalomyrmex milenae (лат.) — вид муравьёв рода Megalomyrmex из подсемейства мирмицины (Myrmicinae, Solenopsidini). Центральная Америка: Панама.

## Описание
Мелкие муравьи (5-8 мм) желтовато-коричневого цвета (брюшко буровато-чёрное), гладкие и блестящие. Ширина головы (HW) 1,26-1,38 мм, длина головы (HL) 1,51-1,62 мм, длина скапуса усика (SL) 1,93-2,05 мм.
Усики 12-члениковые с булавой из 3 сегментов. Формула нижнечелюстных и нижнегубных щупиков щупиков — 4,3. Жвалы с несколькими зубцами (обычно 5). Жало развито. Стебелёк между грудкой и брюшком состоит из двух члеников: петиоля и постпетиоля. Заднегрудка без проподеальных зубцов.
Гнездятся в лесной подстилке, биология не исследована. Некоторые другие виды рода известны как специализированные социальные паразиты муравьёв-листорезов Attini. Семьи малочисленные, от 25 до 462 муравьёв. Вид был впервые описан в 2013 году американскими мирмекологами Брендоном Будино (Brendon E. Boudinot), Теодором Самнихтом (Theodore P. Sumnicht; University of Utah, Солт-Лейк-Сити, Юта, США) и Рашель Адамс (Rachelle M. M. Adams; Department of Entomology Smithsonian Institution, Вашингтон, США). Таксон включён в видовую группу Megalomyrmex leoninus-group вместе с видами M. leoninus, M. foreli. Вид был назван в честь Милены Адамс-Антоновой (Milena Elise Adams Antonova).